# Cedar Creek (Texas)
Cedar Creek es un lugar designado por el censo ubicado en el condado de Bastrop en el estado estadounidense de Texas. En el Censo de 2020 tenía una población de 3154 habitantes y una densidad poblacional de 67,52 habitantes por km². Fue incluido como CDP en el censo de 2020.

## Geografía
Cedar Creek se encuentra ubicado en las coordenadas 30°5′11″N 97°30′5″O / 30.08639, -97.50139.Según la Oficina del Censo de los Estados Unidos,  tiene una superficie total de 46,71 km², de la cual 46,62 km² corresponden a tierra firme y 0,09 km² a agua.